# Episodi di Carovane verso il West (ottava stagione)
L'ottava stagione della serie televisiva Carovane verso il West (Wagon Train) è andata in onda negli Stati Uniti dal 20 settembre 1964 al 2 maggio 1965 sulla ABC.
| nº | Titolo originale                 | Prima TV USA      | Titolo italiano | Prima TV Italia |
| -- | -------------------------------- | ----------------- | --------------- | --------------- |
| 1  | The Bob Stuart Story             | 20 settembre 1964 |                 |                 |
| 2  | The Hide Hunters                 | 27 settembre 1964 |                 |                 |
| 3  | The John Gillman Story           | 4 ottobre 1964    |                 |                 |
| 4  | The Race Town Story              | 11 ottobre 1964   |                 |                 |
| 5  | The Barbara Lindquist Story      | 18 ottobre 1964   |                 |                 |
| 6  | The Brian Conlin Story           | 25 ottobre 1964   |                 |                 |
| 7  | The Alice Whitetree Story        | 1º novembre 1964  |                 |                 |
| 8  | Those Who Stay Behind            | 8 novembre 1964   |                 |                 |
| 9  | The Nancy Styles Story           | 22 novembre 1964  |                 |                 |
| 10 | The Richard Bloodgood Story      | 29 novembre 1964  |                 |                 |
| 11 | The Clay Shelby Story            | 6 dicembre 1964   |                 |                 |
| 12 | Little Girl Lost                 | 13 dicembre 1964  |                 |                 |
| 13 | The Story of Hector Heatherton   | 20 dicembre 1964  |                 |                 |
| 14 | The Echo Pass Story              | 3 gennaio 1965    |                 |                 |
| 15 | The Chottsie Gubenheimer Story   | 10 gennaio 1965   |                 |                 |
| 16 | The Wanda Snow Story             | 17 gennaio 1965   |                 |                 |
| 17 | The Isaiah Quickfox Story        | 31 gennaio 1965   |                 |                 |
| 18 | Herman                           | 14 febbraio 1965  |                 |                 |
| 19 | The Bonnie Brooke Story          | 21 febbraio 1965  |                 |                 |
| 20 | The Miss Mary Lee McIntosh Story | 28 febbraio 1965  |                 |                 |
| 21 | The Captain Sam Story            | 21 marzo 1965     |                 |                 |
| 22 | The Betsy Blee Smith Story       | 28 marzo 1965     |                 |                 |
| 23 | The Katy Piper Story             | 11 aprile 1965    |                 |                 |
| 24 | The Indian Girl Story            | 18 aprile 1965    |                 |                 |
| 25 | The Silver Lady                  | 25 aprile 1965    |                 |                 |
| 26 | The Jarbo Pierce Story           | 2 maggio 1965     |                 |                 |

## The Bob Stuart Story
- Prima televisiva: 20 settembre 1964
- Diretto da: Virgil Vogel
- Scritto da: Calvin Clements Sr.

### Trama
- Guest star: Tommy Sands (Keith Lance), Vera Miles (Janice Stuart), William Smith (Thomas Lance), Andrew Prine (Felix Colton), Robert Ryan (Bob Stuart), Stacy Harris (sceriffo)

## The Hide Hunters
- Prima televisiva: 27 settembre 1964
- Diretto da: Virgil Vogel
- Scritto da: John McGreevey

### Trama
- Guest star: Morgan Woodward (Zach Ryker), Chris Robinson (Gib Ryker), Ted White (Cougar), Charla Doherty (Samantha), Mickey Finn (Barbu)

## The John Gillman Story
- Prima televisiva: 4 ottobre 1964
- Diretto da: Joseph Pevney
- Scritto da: Calvin Clements Sr.

### Trama
- Guest star: Steve Condit (Ronald), Ken Weatherwax (ragazzo tozzo), Sally Smith (Delta), Scott Lane (Erwin), Bobby Darin (John Gillman), Virginia Gregg (Miss Roberts), Whit Bissell (Moore), Betsy Hale (Abigail), James McCallion (Gorman), Elisabeth Fraser (Mrs. Gorman), Boyd 'Red' Morgan (Frank)

## The Race Town Story
- Prima televisiva: 11 ottobre 1964
- Diretto da: Joseph Pevney
- Scritto da: Calvin Clements Sr.

### Trama
- Guest star: Jan Arvan (commerciante), Joseph Mell (Wheel Man), Loyal T. Lucas (minatore), Murray Alper (imbonitore), Dan Duryea (Sam Race), Cheryl Holdridge (Annabelle Day), Allyson Ames (Julie), Hal Needham (Digger), Louis Quinn (Trinket Seller)

## The Barbara Lindquist Story
- Prima televisiva: 18 ottobre 1964
- Diretto da: R. G. Springsteen
- Scritto da: Meyer Dolinsky

### Trama
- Guest star: Dana Wynter (Barbara Lindquist), Barry Atwater (Jed Frazer), Walter Woolf King (dottor Everest), David Perna (Johnny)

## The Brian Conlin Story
- Prima televisiva: 25 ottobre 1964
- Diretto da: Virgil Vogel
- Scritto da: Frank Chase

### Trama
- Guest star: Eileen Baral (Sarah), Paul Fix (Scan Bannon), Dick Miller (Michael), Patricia Lyon (Mary), Leslie Nielsen (Brian Conlin), Audrey Dalton (Dana Bannon), Jodi Pearson (Loren O'Meara)

## The Alice Whitetree Story
- Prima televisiva: 1º novembre 1964
- Diretto da: Joseph Pevney
- Scritto da: John Kneubuhl

### Trama
- Guest star: Diane Baker (Alice Whitetree), Ken Lynch (Morton), John Hoyt (Reed), Chuck Courtney (Tom Vincent)

## Those Who Stay Behind
- Prima televisiva: 8 novembre 1964
- Diretto da: Virgil Vogel
- Scritto da: John McGreevey

### Trama
- Guest star: Laurie Mitchell (Annie Tolleson), Barbara Woodell (Martha Landis), Willa Pearl Curtis (Clemsie), Michael Beirne (tenente Thaxter), Peter Brown (Ben Campbell), Bruce Dern (Jud Fisher), Lola Albright (Lenora Parkman), Jay North (Tom Blake), Dennis Holmes (Danny Blake), Russell Thorson (Simon Landis), Walter Coy (Ord Whaley), Gale Berber (Kate Campbell)

## The Nancy Styles Story
- Prima televisiva: 22 novembre 1964
- Diretto da: Joseph Pevney
- Scritto da: Norman Jolley

### Trama
- Guest star: Rex Holman (Homer), James Griffith (Phineas), Marilyn Wayne (Jenny Phillips), Olan Soule (operatore del telegrafo), Deborah Walley (Nancy Styles), Ryan O'Neal (Paul Phillips), Francis DeSales (banchiere)

## The Richard Bloodgood Story
- Prima televisiva: 29 novembre 1964
- Diretto da: Joseph Pevney
- Scritto da: Leonard Praskins

### Trama
- Guest star: Johnny Tuohy (giovane Richard Bloodgood), David Foley (Young Cooper Smith), John Crowther (Virgil), Janet Hamill (Janet Rose), Guy Stockwell (Richard Bloodgood), William Smith (Espada), Reta Shaw (Tenney), Ralph Leabow (cameriere), Glenn Yarbrough (chitarrista)

## The Clay Shelby Story
- Prima televisiva: 6 dicembre 1964
- Diretto da: R. G. Springsteen
- Scritto da: Peter Germano

### Trama
- Guest star: Mort Mills (sergente Bragan), Richard Carlson (tenente Burns), Celia Kaye (Ann Shelby), Berkeley Harris (caporale Reece), Dwayne Hickman (Clay Shelby), Gail Bonney (Mrs. Mahoney)

## Little Girl Lost
- Prima televisiva: 13 dicembre 1964
- Diretto da: Virgil Vogel
- Scritto da: Leonard Praskins

### Trama
- Guest star: Sarah Collingwood (madre), Diane Quinn (ragazza), Kathleen O'Malley (madre), Lisa Eilbacher (ragazza), Eileen Baral (Robin Rossiter), John Doucette (Boone Gillis), Richard H. Cutting (Dixon), Dean Williams (Lewis), Keith Peters (ragazzo)

## The Story of Hector Heatherton
- Prima televisiva: 20 dicembre 1964
- Diretto da: Allen H. Miner
- Scritto da: Allen H. Miner

### Trama
- Guest star: Tom Ewell (Hector Heatherton), Kim Darby (Heather Heatherton), Jeanne Cooper (Harriet Heatherton)

## The Echo Pass Story
- Prima televisiva: 3 gennaio 1965
- Diretto da: Joseph Pevney
- Soggetto di: Burt Arthur, Budd Arthur

### Trama
- Guest star: Diane Brewster (Bea Dressen), James Caan (Paul), Dee Pollock (Clyde), Susan Seaforth Hayes (Vera), Jack Lord (Lee Barton), Ed Kemmer (Reis Dressen)

## The Chottsie Gubenheimer Story
- Prima televisiva: 10 gennaio 1965
- Diretto da: Joseph Pevney
- Scritto da: John McGreevey

### Trama
- Guest star: John Doucette (Chandler Ames), Paul Stewart (Jim Brannan), Claire Carleton (Mrs. Mortimer), Buck Taylor (Skeeter Ames), Jeanette Nolan (Chottsie Gubenheimer), Gail Bonney (Mrs. Wilson)

## The Wanda Snow Story
- Prima televisiva: 17 gennaio 1965
- Diretto da: Joseph Pevney
- Scritto da: Earl Hamner, Jr.

### Trama
- Guest star: Arthur O'Connell (Dabney Pitts), Marta Kristen (Wanda Snow), Donnelly Rhodes (Jeremiah Stevens), Dabbs Greer (HIram Snow), Ken Mayer (Junius Hotstatter)

## The Isaiah Quickfox Story
- Prima televisiva: 31 gennaio 1965
- Diretto da: Virgil Vogel
- Scritto da: John Kneubuhl

### Trama
- Guest star: John Doucette (Burt Enders), Frank DeKova (Isaiah Quickfox), Sam Edwards (Cy Fawcett), Nancy Rennick (Kate Sheffield), Andrew Prine (Eric Camden), John Holland (professore Sheffield)

## Herman
- Prima televisiva: 14 febbraio 1965
- Diretto da: Joseph Pevney
- Scritto da: Ted Sherdeman, Jane Klove

### Trama
- Guest star: Charlie Ruggles (Jamison Hershey), Tim McIntire (William Temple), Linda Evans (Martha Temple), Lane Bradford (Biggets)

## The Bonnie Brooke Story
- Prima televisiva: 21 febbraio 1965
- Diretto da: Allen H. Miner
- Scritto da: Allen H. Miner

### Trama
- Guest star: Donna Russell (Annabelle), Katharine Ross (Bonnie Brooke), Robert Emhardt (Roger Crowell), Lee Philips (Jack Evans), James Davidson (Don Brooke)

## The Miss Mary Lee McIntosh Story
- Prima televisiva: 28 febbraio 1965
- Diretto da: Virgil Vogel
- Scritto da: Gerry Day

### Trama
- Guest star: David McMahon (sergente O'Rourke), Kevin O'Neal (Efraim), Jack Big Head (Stinking Bear), Dennis McCarthy (Curt), Jack Warden (Daniel Delaney), Bethel Leslie (Mary Lee McIntosh), Eddie Little Sky (uomo che ruba i pony)

## The Captain Sam Story
- Prima televisiva: 21 marzo 1965
- Diretto da: Virgil Vogel
- Scritto da: Gerry Day

### Trama
- Guest star: Robert Santon (Johnny), Cathy Lewis (capitano Sam Gray), Juney Ellis (Mrs. Kelsey), Leslie Perkins (Mary Anne), Dick Wessel (Biff)

## The Betsy Blee Smith Story
- Prima televisiva: 28 marzo 1965
- Diretto da: Allen H. Miner
- Scritto da: Allen H. Miner

### Trama
- Guest star: Jody McCrea (Calvin), Jennifer Billingsley (Betsy Blee/Eloise Blee), Peter Whitney (Buster Blee), Meg Wyllie (Sylvia Blee)

## The Katy Piper Story
- Prima televisiva: 11 aprile 1965
- Diretto da: Joseph Pevney
- Scritto da: Leonard Praskins

### Trama
- Guest star: Loyal T. Lucas (vecchio), Don Beddoe (giudice), Jeff Pevney (ragazzo), Rene Patterson (Rosie), Frances Reid (dottor Katy Piper), Virginia Christine (Mrs. Reed), Buddy Hart (Lonnie), Melody Thomas Scott (Samantha)

## The Indian Girl Story
- Prima televisiva: 18 aprile 1965
- Diretto da: James H. Brown
- Scritto da: Calvin Clements Sr.

### Trama
- Guest star: Bruce Dern (Wilkins), Charla Doherty (Patty McNeill), Maggie Pierce (Clare), Rex Holman (Joe Abbott), Ernest Borgnine (nativo americano), Michael Pate (Crazy Bear), John Lupton (Wingate)

## The Silver Lady
- Prima televisiva: 25 aprile 1965
- Diretto da: Andrew V. McLaglen
- Scritto da: Dick Nelson

### Trama
- Guest star: Don Collier (Wyatt Earp), Arthur O'Connell (Charlie Loughlin), Michael Burns (Morgan Earp), Don Galloway (Virgil Earp), Vera Miles (Anne Read), Henry Silva (Doc Holliday), Denver Pyle (Newnan Haynes "Old Man" Clanton), Victor French (Beal)

## The Jarbo Pierce Story
- Prima televisiva: 2 maggio 1965
- Diretto da: William Witney
- Scritto da: Calvin Clements Sr.

### Trama
- Guest star: Colette Jackson (donna incinta), Richard Reeves (Trapper), Boyd 'Red' Morgan (Red), Edmund Vargas (Tosin), Rory Calhoun (Jarbo Pierce), Tom Simcox (Adam Pierce), Arthur Hunnicutt (Deets), Lee Philips (Harlan Fortune), Stanley Adams (Samuel), Mort Mills (Grant), Morgan Woodward (Clyde), Victoria Vetri (Marie), Bern Hoffman (Marcus), Mickey Finn (Edgar), Lane Bradford (Binns), Ken Lynch (John), Tom Smith (cacciatore)